# Flora (Noruega)
Flora es un municipio situado en la provincia de Sogn og Fjordane, Noruega.
Es el segundo municipio más poblado de la provincia con 11 862 habitantes según el censo de 2015. La ciudad Florø es el centro administrativo del municipio, y es también la ciudad más occidental de Noruega.
El 16 % del territorio consiste de islas: Hovden, Batalden, Skorpa, Reksta (Rognaldsvåg), Kinn, Askrova, Stavøy, Ålvora y Svanøy. Otras aldeas pequeñas del municipio, ya en el continente, son: Eikefjord, Brandsøy, Bjørnset, Norddalsfjord, Stavang, Standal, Høydalane, Nyttingnes, Steinhovden, Svardal, Steindal, Barlindbotnen y Årebrot. 
Florø ha obtenido la condición de ciudad en 1860, y ha crecido rápidamente debido a la industria de la pesca, principalmente de arenques.